# مديرية الثورة

تعديل مصدري - تعديل

مديرية الثورة إحدى مديريات محافظة أمانة العاصمة اليمنية. بلغ عدد سكانها 170145 نسمة عام 2004. تقع في شمال صنعاء.

## التعداد السكاني
| عدد المساكن | عدد الأسر | السكان (الذكور) | السكان (الأناث) | إجمالي السكان |
| ----------- | --------- | --------------- | --------------- | ------------- |
| 26426       | 25200     | 94147           | 75998           | 170145        |

## الأحياء
| الحي               | عدد المساكن | عدد الأسر | السكان (الذكور) | السكان (الأناث) | إجمالي السكان |
| ------------------ | ----------- | --------- | --------------- | --------------- | ------------- |
| الحي الرياضي       | 957         | 897       | 3571            | 2907            | 6478          |
| حي الجراف الغربي   | 3139        | 2989      | 11668           | 10485           | 22153         |
| حي مدينة الثورة    | 1169        | 1118      | 4086            | 3511            | 7597          |
| حي الحصبة          | 3572        | 3468      | 12856           | 9227            | 22083         |
| حي الحصبة الشمالية | 2638        | 2544      | 9309            | 8631            | 17940         |
| حي الثورة          | 13800       | 13067     | 46260           | 38023           | 84283         |
| حي المجمع الليبي   | 619         | 593       | 2279            | 1833            | 4112          |
| حي التلفزيون       | 430         | 422       | 1607            | 1207            | 2814          |
| الإجمالي           | 26324       | 25098     | 91636           | 75824           | 167460        |